# Bruegel, le Moulin et la Croix
 (février 2013).
Pour plus de détails, voir Fiche technique et Distribution.
Bruegel, le Moulin et la Croix (titre original : The Mill and the Cross) est un film polono-suédois de Lech Majewski sorti en 2011.
Il est inspiré par la toile que Pieter Bruegel l'Ancien peignit en 1564, Le Portement de Croix, et s'appuie sur le livre de Michael Francis Gibson.

## Synopsis
En 1564, alors que les Flandres subissent l’occupation des Espagnols, Pieter Bruegel l’Ancien achève son chef-d’œuvre Le Portement de Croix. Le film plonge le spectateur au cœur du tableau, en dévoile l’architecture et redonne vie pour une journée à ses personnages — auxquels viennent s’ajouter Bruegel lui-même et le collectionneur Nicholas Jonghelinck —, restituant ainsi une époque marquée par la pauvreté, la violence et la mort.

## Fiche technique
- Titre français : Bruegel, le Moulin et la Croix
- Titre original : The Mill and the Cross
- Réalisation : Lech Majewski
- Scénario : Lech Majewski et Michael Francis Gibson d'après l'œuvre de Michael Francis Gibson
- Musique : Lech Majewski et Józef Skrzek
- Costumes : Dorota Roqueplo
- Dates de sortie : 28 décembre 2011, DVD : 12 juin 2012
- Durée : 91 minutes[2]
- Genre : Drame, Historique
- Nationalité : Polonais, suédois

## Distribution
- Rutger Hauer : Pieter Bruegel
- Michael York : Niclaes Jonghelinck
- Charlotte Rampling : Marie
- Joanna Litwin : Marijken Bruegel (épouse de Pieter)
- Marian Makula : Le meunier

## Distinctions
Le film a reçu 7 nominations :
- Festival de cinéma européen des Arcs 2011 (3e édition) :
  - Nommé Flèche de cristal : Lech Majewski
  - Nommé Prix du jury : Lech Majewski
  - Nommé Prix du public : Lech Majewski
  - Nommé Prix du jury jeune : Lech Majewski
  - Nommé Prix Cineuropa : Lech Majewski
- Kinopolska - Semaine du cinéma polonais 2011 (4e édition) :
  - Nommé compétition fiction : Lech Majewski
- Festival international du film de Tokyo 2011 (24e édition) :
  - Nommé projections spéciales : Lech Majewski